# D-30 122mm榴弾砲
D-30 122mm榴弾砲（ロシア語: Д-30 122-мм гаубица）は、ソビエト連邦が1960年代に開発した122mm口径の榴弾砲である。
なお、GRAUインデックスでは2A18とも呼称され、西側諸国がD-30の存在を確認したのは1963年であることからM1963 122mm榴弾砲のNATOコードネームが与えられている。

## 概要
D-30は、第二次世界大戦中の赤軍の師団榴弾砲であったM-30 122mm榴弾砲を更新する目的で、第二次大戦の後期にドイツが設計した10.5 cm leFH 43を基に1960年代に設計された。
D-30は、長砲身を採用することで当時の西側製105mm榴弾砲を大きく凌駕する15kmもの長射程を実現しており、反動吸収用のマズルブレーキも装着されている。また、閉鎖機も従来の断隔螺旋式から半自動開閉機構付き垂直鎖栓式に変更され、連射速度も向上している。また、自衛程度の限定的状況において対戦車戦闘も行えるように直接照準用の照準器と対戦車用の成形炸薬弾も開発されている。
D-30の最大の特徴は、三脚式の砲架を採用している点である。三脚式砲架を使用することで、D-30は砲自体の方向を調整すること無く文字通りの360度全周囲を砲撃することが可能となった。
牽引時には3本の脚を固定された1本の脚の左右に揃えてトラベルロックで砲身と固定し、砲身先端下部のリングで牽引車両のフックに引っかける。牽引車両には装軌式のMT-LB汎用装甲車か六輪式トラックのウラル-375D、もしくはその後継のウラル-4320や四輪式トラックのGAZ-66が使用される。
砲撃する際には内蔵ジャッキで本体を支えて車輪を持ち上げてから三本の脚を120度間隔に展開し、ジャッキを降ろしてから脚の先端にY字型の駐鋤をハンマーで地面に打ち込み固定する。

## 運用
D-30は、旧東側諸国を中心として世界60ヶ国が採用しており、冷戦期から現在まで多くの戦争や紛争で広く用いられている。
ソビエト連邦軍では戦車師団や自動車化狙撃兵師団に多数配備されたが、機動力向上のために2S1 グヴォズジーカや2S3 アカーツィヤなどの自走榴弾砲に更新されていった。
しかし、P-7機材用パラシュートによって輸送機から空中投下することが可能な唯一の榴弾砲であるため、ロシア空挺軍では未だに唯一の榴弾砲として現役で使用されているほか、現在のロシア連邦軍でも多くのD-30が予備兵器として保管されている。
2S1の主砲も、このD-30を改良したものを採用している。さらに、エジプトやシリアでは中古のT-34戦車、リビアではM113装甲兵員輸送車の車体にそれぞれ独自の方法でD-30を搭載した自走榴弾砲を製造している。
中国ではリバースエンジニアリングによる無断デッドコピーの86式122mm榴弾砲やその改良型である96式122mm榴弾砲を生産して人民解放軍に配備するとともに海外へ輸出している他、多くの国でライセンス生産やデッドコピーの生産が行われている。また、85式122mm自走榴弾砲（YW-323）や89式122mm自走榴弾砲（PLZ-89）など、多くの自走砲の主砲として用いられている。

## 派生型
2A18/D-30
初期型。多段スリット式のマズルブレーキを有する。
2A18M/D-30M
マズルブレーキを新型の二段式に変更、四角形の中央底盤を装備。
2A18M-1/D-30M-1
半自動式の装填補助装置を搭載した型。試作のみ。
D-30A
駐退復座機とマズルブレーキを改良した型。
2A31
2S1 グヴォズジーカの主砲として設計された派生形。二段式マズルブレーキと、砲身に排煙器を備えている。
86式122mm榴弾砲
中国でデッドコピーされたD-30。少数生産。
96式122mm榴弾砲
中国製の派生型。86式の改良型。主生産型。
D-30-2
中国製の派生型。86式の輸出向け改良型。
D-30-3
中国製の派生型。59式（D-44）85mm野砲の砲架にD-30の砲身を搭載した。
D-30-M
エジプトでライセンス生産されているD-30。
SP 122
M109 155mm自走榴弾砲の車体にD-30を搭載した自走榴弾砲。
Saddam
イラク製のD-30。
Shafie D-30I/HM40
イラン製のD-30。
HM51
イラン製の2A31。
D-30J
ユーゴスラビア、セルビア製のD-30M。
D-30JA1
セルビア製D-30Jの改良型。
M-91 "Mona"
MT-12 100mm対戦車砲の砲身を搭載した派生型。試作のみ。
D-30 RH M-94
クロアチア製の派生型。新型のマズルブレーキを装着して車輪のブレーキを改良し、砲架を再設計した上でNATOスタンダードの照準器を搭載している。
Khalifa
スーダンでライセンス生産された型。

## 採用国
旧ソビエト連邦構成国
- ウクライナ
- ベラルーシ
- ロシア
- アルメニア
- アゼルバイジャン（2024年時点でアゼルバイジャン陸軍が423門保有[1]）
- ジョージア（2024年時点でジョージア陸軍が58門保有[2]）
- カザフスタン（2023年時点で、カザフスタン陸軍が100門保有[3]）
- キルギス（2023年時点でキルギス陸軍が72門保有[4]）
- タジキスタン（2023年時点でタジキスタン陸軍が13門保有[5]）
- トルクメニスタン（2024年時点でトルクメニスタン陸軍が350門保有[6]）
- ウズベキスタン（2023年時点でウズベキスタン陸軍が60門保有[7]）
- エストニア（フィンランドより購入）
- ラトビア

ヨーロッパ
ボスニア・ヘルツェゴビナ、クロアチア（2024年時点でクロアチア陸軍が27門保有）、マケドニア共和国、セルビア、スロバキア、フィンランド
中東
レバノン（2024年時点でレバノン陸軍が9門保有）、オマーン（2023年時点でオマーン陸軍が30門保有）、シリア、イエメン、イラク、イラン
南アジア・東南アジア・東アジア
アフガニスタン、バングラデシュ、カンボジア、ラオス、ベトナム、中華人民共和国、モンゴル、北朝鮮
中央アメリカ・南アメリカ
ニカラグア、ペルー、キューバ
アフリカ
- エジプト（2024年時点で、エジプト陸軍が190門の牽引型、数量不詳の自走砲型を保有[11]）
- リビア
- アルジェリア
- モロッコ
- アンゴラ
- ベニン
- コンゴ共和国
- エチオピア
- ギニアビサウ（2024年時点で、ギニアビサウ陸軍が合わせて18門のD-30/M-30を保有[12]）
- マダガスカル（2023年時点でマダガスカル陸軍が12門保有[13]）
- マリ
- モーリタニア
- モザンビーク
- シエラレオネ（2024年時点で、シエラレオネ軍が6門のPL-96を保有[14]）
- タンザニア（2024年時点で、タンザニア陸軍が20門のD-30を保有[15]）
- ザンビア

## 登場作品

### 漫画・アニメ
『ヨルムンガンド』
Dragon Shooter編にて登場。テレビアニメでは#10 Dragon Shooter phase.2にて登場。
An-12 カブに搭載され、敵対空ミサイル陣地に対してフレシェット弾を発射し、壊滅させる。

### ゲーム
『ARMA 2』
弾種は榴弾、白リン弾、照明弾、対装甲探知破壊弾、レーザー誘導砲弾、発煙弾が用意されている。
プレイヤーが直接操作するほか、砲撃モジュールを使用して任意の地点に火力支援を要請可能。

## ギャラリー

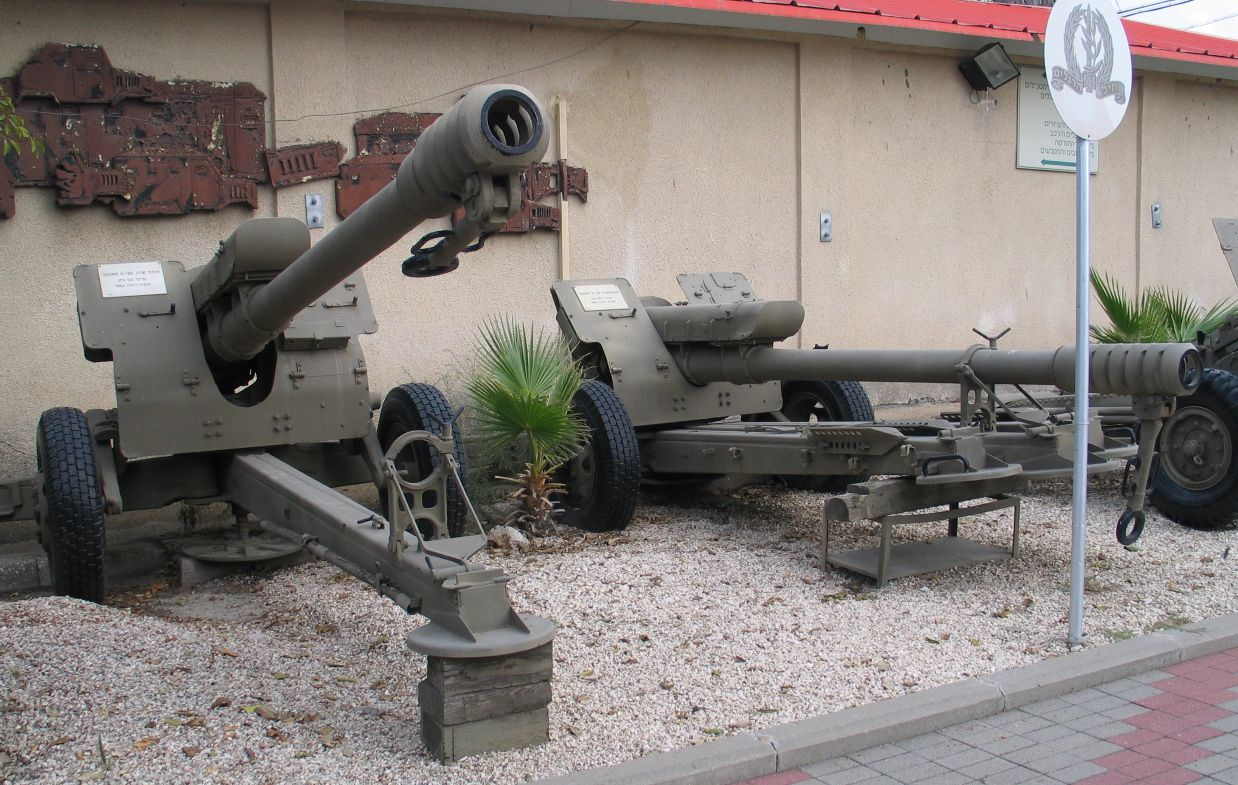
初期型のD-30 奥の砲は牽引状態
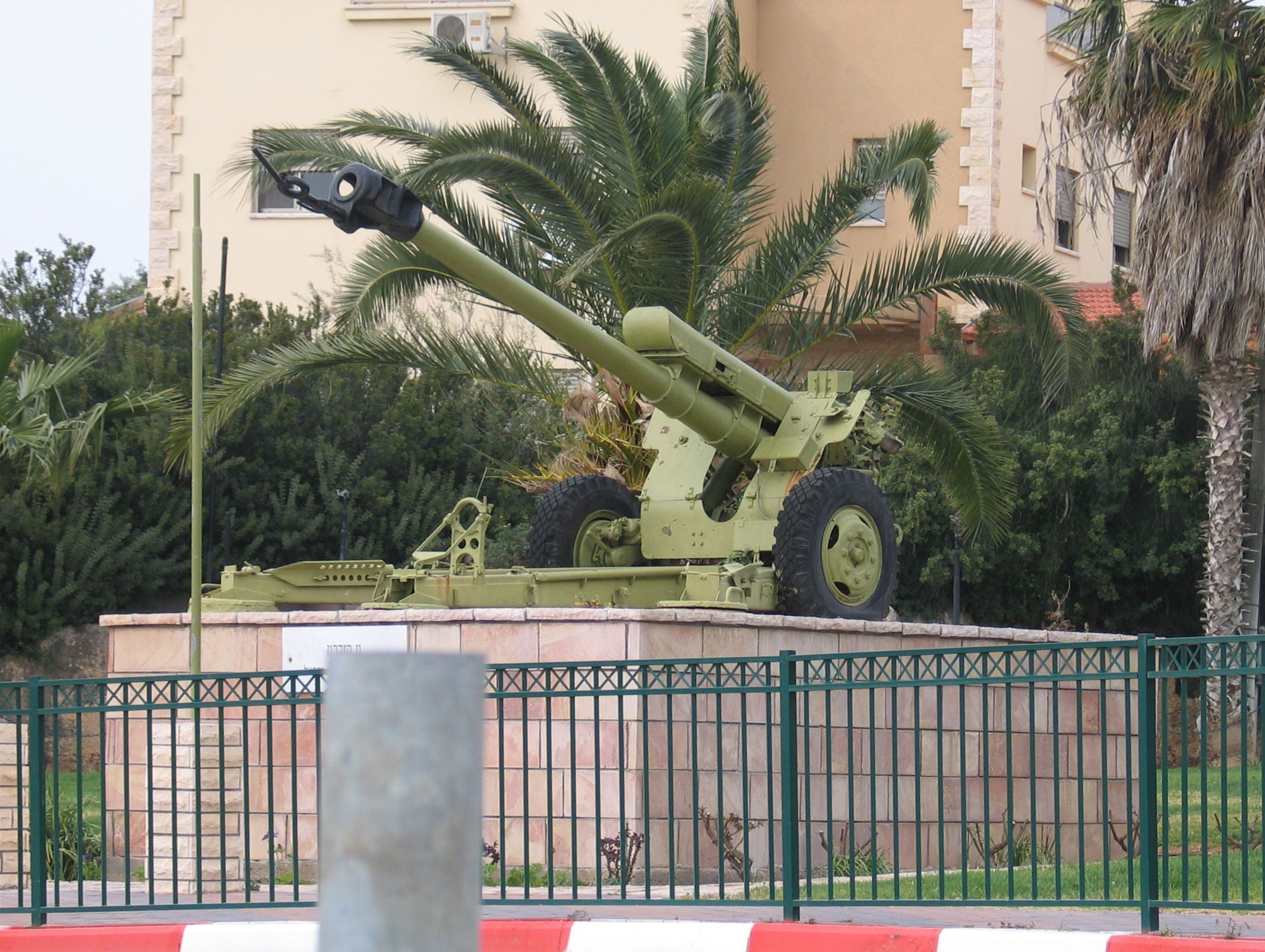
D-30M
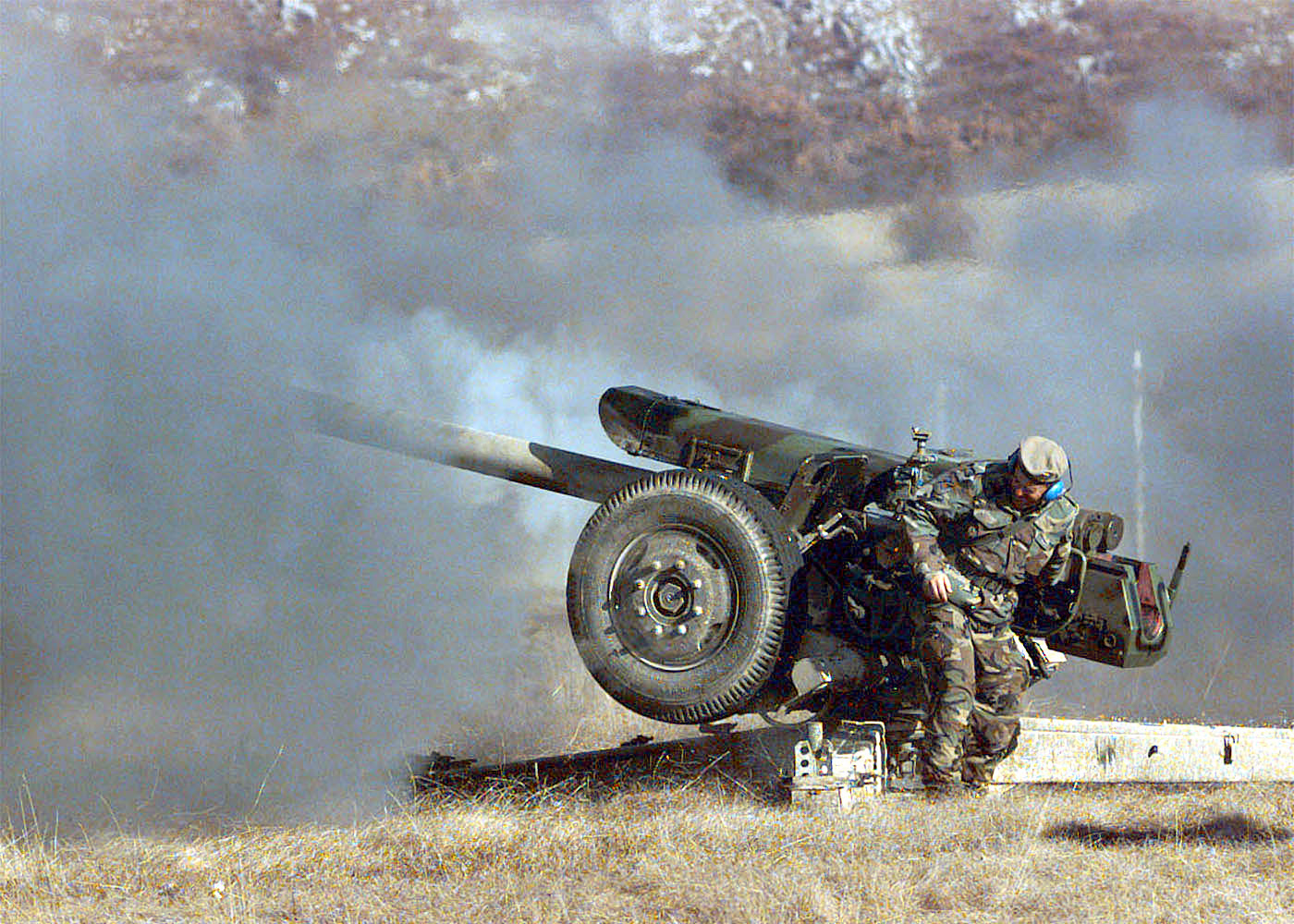
クロアチア防衛評議会のD-30J
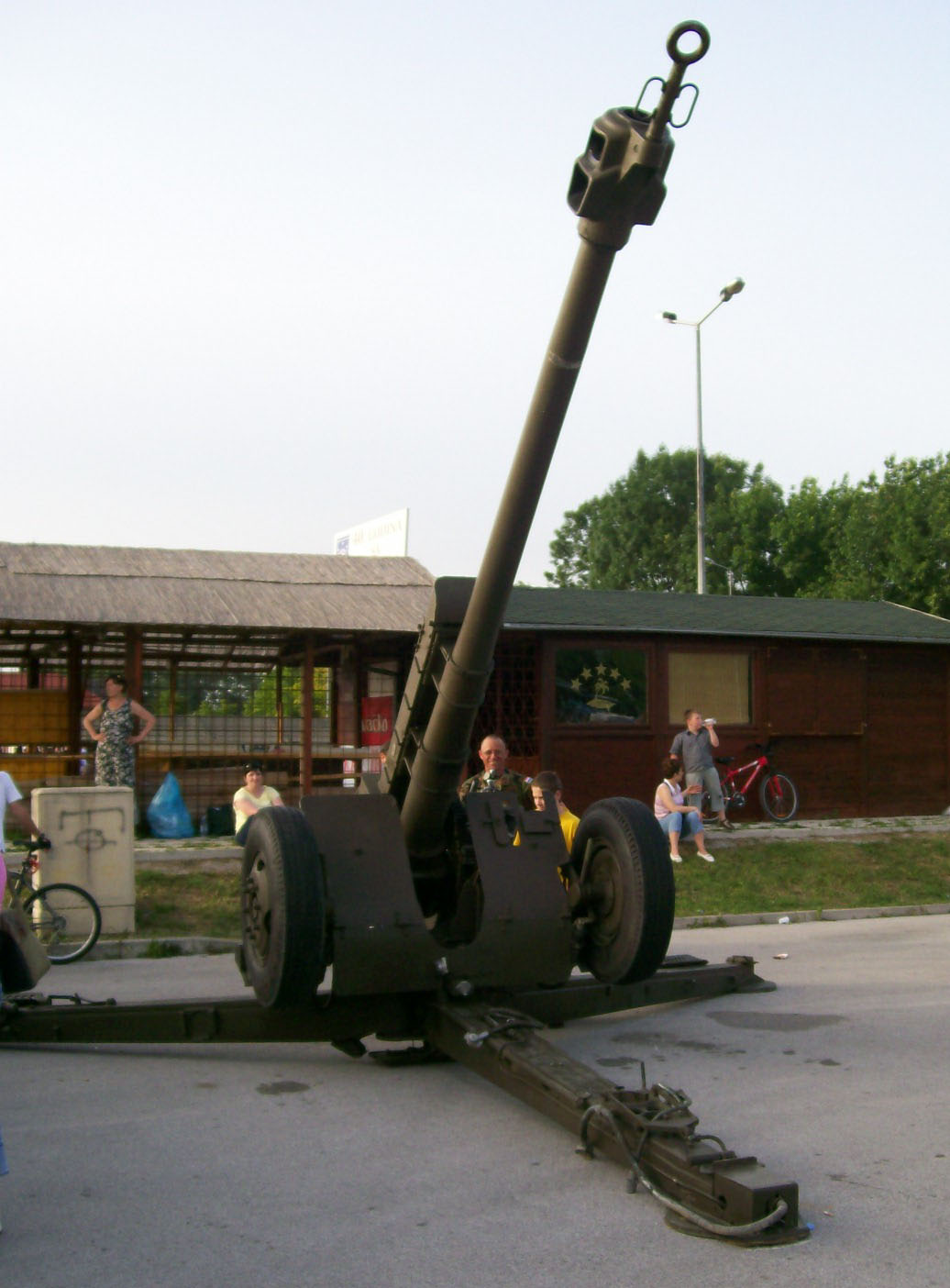
クロアチア製のD-30 RH M-94
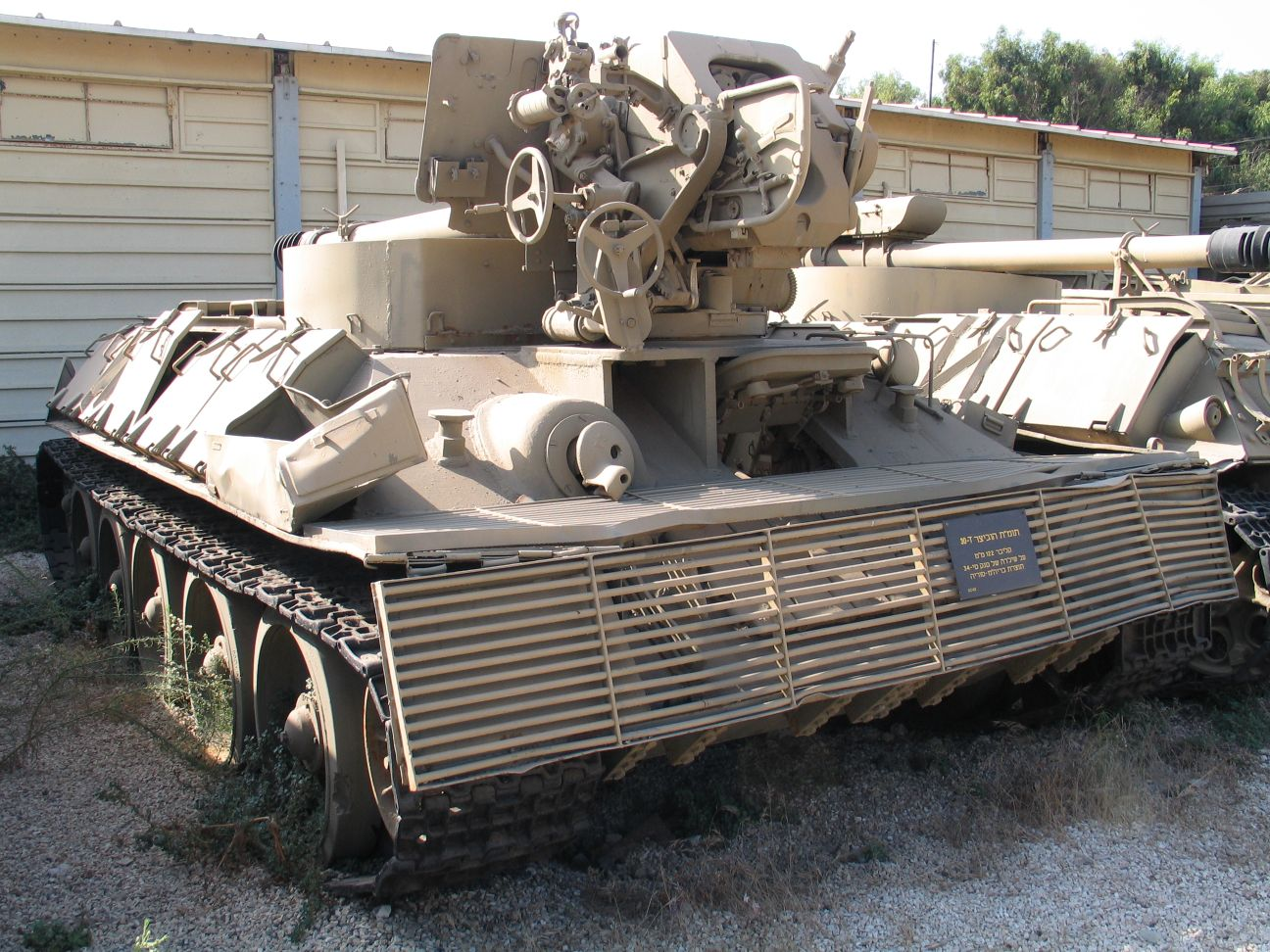
シリア製T-122自走榴弾砲。砲塔を撤去したT-34の車体前部に、後ろ向きにD-30を搭載している